# Ostrya yunnanensis
Ostrya yunnanensis là một loài thực vật có hoa trong họ Betulaceae. Loài này được W.K.Hu mô tả khoa học đầu tiên năm 1979.